# De paisano a paisano
De paisano a paisano es el nombre de un álbum de estudio de la banda de música regional mexicana Los Tigres del Norte, lanzado en el 2000 por Fonovisa Records. Ganó la posición 92 en la tabla Billboard 200 además de ser nominado a los Premios Grammy latinos.

## Lista de canciones
La lista de canciones es la siguiente:

| De paisano a paisano |                        |                  |          |  |
| N.º                  | Título                 | Escritor(es)     | Duración |  |
| 1.                   | «De paisano a paisano» | Enrique Valencia | 3:22     |  |
| 2.                   | «Al mil por uno»       | Teodoro Bello    | 2:43     |  |
| 3.                   | «Necesitó mi libertad» | Rafael Rubio     | 3:20     |  |
| 4.                   | «Me declaró culpable»  | Jesús Meléndez   | 2:44     |  |
| 5.                   | «Al sur del bravo»     | Paulino Vargas   | 3:13     |  |
| 6.                   | «De harina y de maíz»  | Enrique Franco   | 3:49     |  |
| 7.                   | «Pokar alto»           | Paulino Vargas   | 3:12     |  |
| 8.                   | «A quien corresponde»  | Luis Torres      | 3:38     |  |
| 9.                   | «Tu, yo y la luna»     | Rafael Rubio     | 3:25     |  |
| 10.                  | «El aguilillo»         | José Fausto Alba | 2:55     |  |
| 11.                  | «Un hasta aquí»        | Teodoro Bello    | 2:29     |  |
| 12.                  | «Leña del árbol caído» | Teodoro Bello    | 3:17     |  |
| 13.                  | «La inflación»         | Cuyo Garibay     | 3:36     |  |
| 14.                  | «La loba»              | Enrique Valencia | 3:46     |  |

## Personal
Personal según Allmusic:
- Bill Hernández - Vestuario, Armario
- Cuyo Garibay - Compositor
- Danny Descalzo - Percusión
- Denny Purcell - Mastering
- Eduardo Hernández - Arreglista, Dirección artística, Mezcla
- Enrique Franco - Compositor
- Enrique Valencia - Compositor
- Hernán Hernández - Arreglista
- Jim Dean - Ingeniero, Mezcla
- John Coulter - Design
- Jorge Hernández - Arreglista
- Joseph Pope - Assistant Engineer
- La Lupe - Arreglista
- Los Tigres del Norte - Artistas primarios
- Luis Torres - Compositor
- Paul J. Botello - Notas, Pinturas
- Paulino Vargas - Compositor
- Rafael Rubio - Compositor
- Teodoro Bello - Compositor

## Rendimiento del gráfico
| Gráfica (2000)                    | Posición más alta |
| --------------------------------- | ----------------- |
| Billboard 200                     | 92                |
| Billboard Top Latin Albums        | 2                 |
| Billboard Regional Mexican Albums | 1                 |
| Billboard Independents albums     | 4                 |
| Billboard heatseekers albums      | 19                |